# Burgthann
Burgthann – miejscowość i gmina w Niemczech, w kraju związkowym Bawaria, w rejencji Środkowa Frankonia, w regionie Industrieregion Mittelfranken, w powiecie Norymberga. Leży  w Okręgu Metropolitarnym Norymbergi, około 21 km na południowy wschód od Norymbergi i ok. 15 km na południe od Lauf an der Pegnitz, przy drodze B8 i linii kolejowej Norymberga – Ratyzbona – Pasawa.

## Zabytki
- Zamek w Burgthann

## Dzielnice
W skład gminy wchodzą następujące dzielnice:
- Burgthann
- Dörlbach
- Ezelsdorf
- Grub
- Mimberg
- Oberferrieden
- Pattenhofen
- Schwarzenbach
- Unterferrieden

## Polityka
Rada gminy składa się z 24 członków:
|      | CSU | SPD | Zieloni | FWG | WG Grub | Razem     |
| 2002 | 11  | 7   | 2       | 3   | 1       | 24 miejsc |

### Współpraca
Miejscowości partnerskie:
- Châteauponsac, Francja
- Sankt Ruprecht an der Raab, Austria